# 키쿠치 칸페이
키쿠치 칸페이(일본어: 菊池 貫平: 홍화 4년 1월 7일(양력 1847년 2월 21일)-1914년(다이쇼 3년) 3월 18일)는 메이지 시대의 자유민권운동가다.
시나노국 사쿠군 야나이케촌(오늘날의 나가노현 미나미사쿠군 고우미정) 출신. 원래 성은 코이케(小池)였으나 기타아이키촌의 키쿠치가의 데릴사위가 되었다. 이와무라다정(오늘날의 사쿠시)에서 대언인(변론가) 일을 하다가 1884년 자유당에 입당, 국회조기개설기성운동을 위해 각지를 분주했다. 같은 해 치치부 사건 때 치치부 곤민당에 가담해 봉기군의 참모장이 되어 군율 5개조를 기초하고 사이타마현 치치부군역소에 혁명본부를 두는 등 작전행동을 지휘했다.
군대, 헌병대가 출격해 곤민당 본부가 와해되자 남은 병력을 재편해 신주(信州)를 전전하며 고리대금업자 등을 우치코와시하다가 타카사키 진대병의 공격을 받고 궤멸, 봉기 참가자들은 각지로 흩어졌다. 궐석재판에서 사형을 선고받은 후, 1886년(메이지 19년) 12월 4일 야마나시현 고후시의 후지강 하반에서 코지마 카츠사부로(小島和三郎)라는 가명으로 강도교사를 해서 체포되었다. 대일본제국헌법 반포 기념 대사면으로 무기징역으로 형이 깎이고, 쿠시로집치감으로 이송되었다. 러일전쟁 이후 은사를 받아 1905년 출옥했다.

## 참고 문헌
- 坂本令太郎 著「近代を築いたひとびと」信越放送 1971年
- 「郷土歴史人物事典 長野」第一法規 1978年
- 中村勝実 著「抵抗の佐久人」櫟 1992年